# 键离解能
键离解能（Bond dissociation energy）缩写为 D0 或 BDE，是绝对零度时共价键均裂生成原子或自由基的反应中焓的变化。以乙烷（CH3CH3）为例，C－H键的第一离解能为：
{\displaystyle {\rm {\ CH_{3}CH_{2}\!-\!H\ \rightarrow \ CH_{3}CH_{2}\cdot \ +\ \cdot H}}}
{\displaystyle {\rm {\ D_{0}=\Delta H=101.1kcal/mol\ \ (423.0kJ/mol)}}}
键离解能是键强度的一种量度。键的离解能较小，键更容易裂解。
多原子分子的键离解能与键能是两个不同的概念。